# Крыловка (Красногвардейский район)
Крыло́вка (до 1945 года Кияба́к; укр. Криловка, крымскотат. Qıyabaq, Къыябакъ) — исчезнувшее село в Красногвардейском районе Республики Крым, располагавшееся на юге района, у границы с Симферопольским. Находилось в степной части Крыма, в 30 км к северу от Симферополя, в 3 км на юго-запад от села Ленинское Красногвардейского района и в 1,5 км западнее также исчезнувшего села Подсобного Симферопольского района.

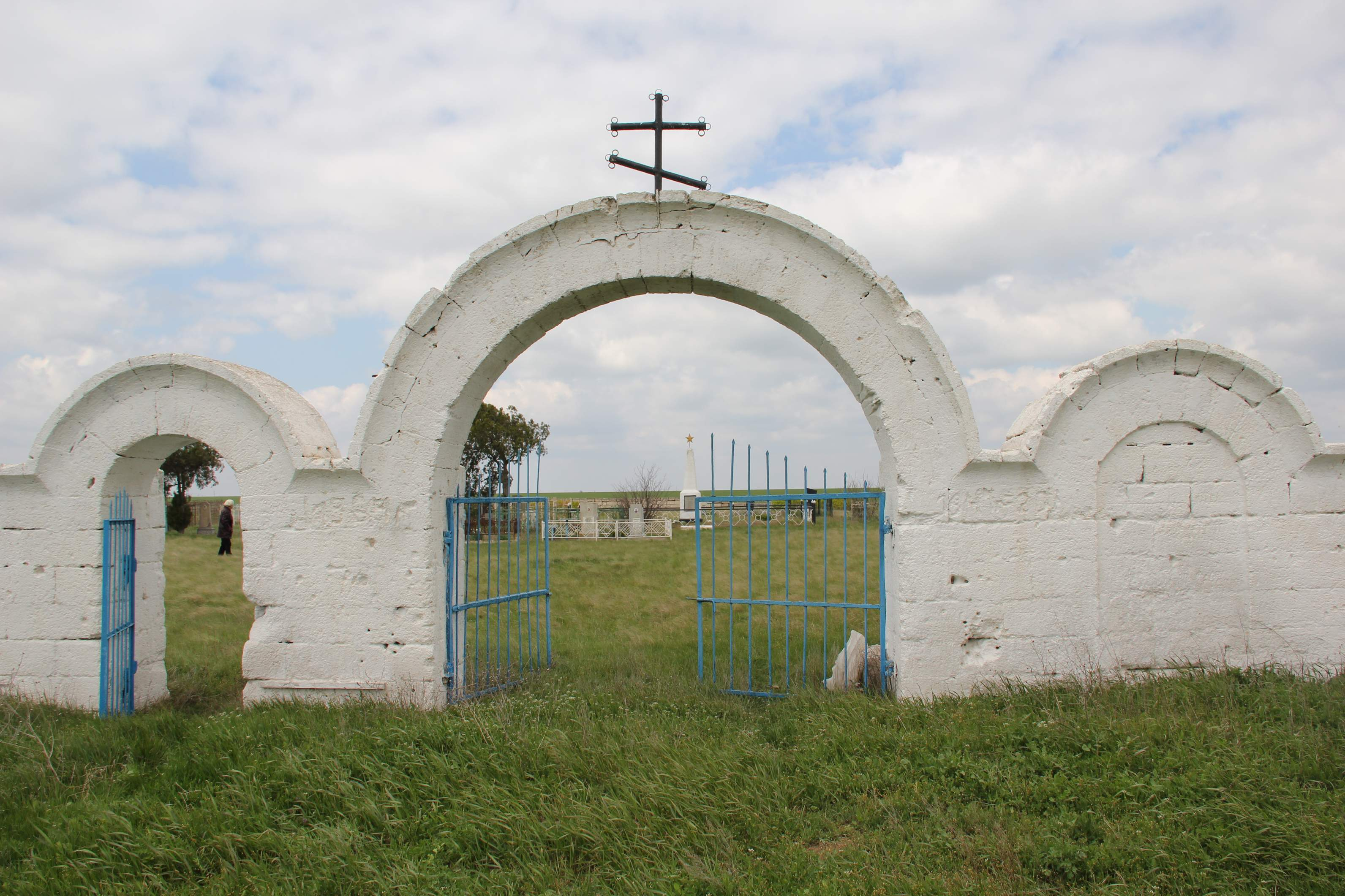
Кладбище бывшего села Крыловка

## История
Первое документальное упоминание села встречается в Камеральном Описании Крыма… 1784 года, судя по которому, в последний период Крымского ханства Киябак (записано как Аябак ) входил в Акмечетский кадылык Акмечетского каймаканства. После присоединения Крыма к России (8) 19 апреля 1783 года, (8) 19 февраля 1784 года, именным указом Екатерины II сенату, на территории бывшего Крымского Ханства была образована Таврическая область и деревня была приписана к Симферопольскому уезду. После Павловских реформ, с 1796 по 1802 год, входила в Акмечетский уезд Новороссийской губернии. По новому административному делению, после создания 8 (20) октября 1802 года Таврической губернии, Киябак был включён в состав Кучук-Кабачской волости Перекопского уезда.
По Ведомости о всех селениях в Перекопском уезде состоящих с показанием в которой волости сколько числом дворов и душ… от 21 октября 1805 года в деревне Кая-бак числилось 10 дворов, 73 крымских татарина и 4 ясыра. На военно-топографической карте генерал-майора Мухина 1817 года обозначен Киябак с 13 дворамми. После реформы волостного деления 1829 года Киябак отнесли к Агъярской волости того же уезда (переименованной из Кучук-Кабачской). На карте 1836 года в деревне Биябах 13 дворов. Затем, видимо, в результате эмиграции крымских татар, деревня заметно опустела и на карте 1842 года Киябак обозначен условным знаком «малая деревня», то есть, менее 5 дворов.
В 1860-х годах, после земской реформы Александра II, деревню включили в состав Айбарской волости. В «Списке населённых мест Таврической губернии по сведениям 1864 года», составленном по результатам VIII ревизии 1864 года, Киябак — владельческая деревня с 3 дворами и 11 жителями при колодцах. По обследованиям профессора А. Н. Козловского начала 1860-х годов, колодцы деревни, глубиной 20—22 сажени (42—45 м) вырублены в камне, вода в них пресная. На трёхверстовой карте Шуберта 1865—1876 года в Киябаке обозначено 2 двора). Согласно «Памятной книжке Таврической губернии за 1867 год», деревня Киябак была покинута жителями в 1860—1864 годах, в результате эмиграции крымских татар, особенно массовой после Крымской войны 1853—1856 годов, в Турцию и оставалась в развалинах.
В 1879 году земли опустевшей деревни площадью 2 771 десятину передали немецким колонистам-лютеранам и уже в «Памятной книге Таврической губернии 1889 года», по результатам Х ревизии 1887 года, в Киябаке, уже Григорьевской волости, записано 14 дворов и 83 жителя. Видимо, в товремя в Киябаке был построен лютеранский храм.
После земской реформы 1890 года отнесли к Бютеньской волости. Согласно «…Памятной книжке Таврической губернии на 1892 год», в записанных вместе деревнях Киябак и Бютень, входивших в Бютеньское сельское общество, было 328 жителей в 34 домохозяйствах. По «…Памятной книжке Таврической губернии на 1902 год» в деревне Киябак, входившей в Бютеньское сельское общество, числилось 173 жителя в 31 домохозяйстве. По Статистическому справочнику Таврической губернии. Ч.II-я. Статистический очерк, выпуск пятый Перекопский уезд, 1915 год, в селе Киябак Бютеньской волости Перекопского уезда числилось 18 дворов (12 дворов с землёй, 6 — безземельные) с немецким населением в количестве 125 человек приписных жителей и 102 — «посторонних», из которых 128 мужчин и 99 женщин. Жители владели 2778 десятинами удобной земли. В хозяйствах имелось 260 лошадей, 242 вола, 118 коров и 223 головы мелкого скота.
После установления в Крыму Советской власти и учреждения 18 октября 1921 года Крымской АССР, в составе Симферопольского уезда был образован Биюк-Онларский район, в состав которого включили село. В 1922 году уезды получили название округов. 11 октября 1923 года, согласно постановлению ВЦИК, в административное деление Крымской АССР были внесены изменения, в результате которых был ликвидирован Биюк-Онларский район и село включили в состав Симферопольского. Согласно Списку населённых пунктов Крымской АССР по Всесоюзной переписи 17 декабря 1926 года, в селе Киябак, Биюк-Онларского сельсовета Симферопольского района, числилось 55 дворов, из них 53 крестьянских, население составляло 309 человек, из них 267 немцев, 20 русских, 9 еврев, 7 украинцев, 6 записаны в графе «прочие», действовала немецкая школа. Постановлением ВЦИК «О реорганизации сети районов Крымской АССР» от 30 октября 1930 года, был создан Биюк-Онларский район, как национальный (лишённый статуса национального постановлением Оргбюро ЦК КПСС от 20 февраля 1939 года) немецкий в который включили село. Тогда же село становится центром Киябакского сельсовета, в 1931 году в селе было 224 жителя. Вскоре после начала Великой Отечественной войны, 18 августа 1941 года крымские немцы, в том числе из Киябака, были выселены, сначала в Ставропольский край, а затем в Сибирь и северный Казахстан.
После освобождения Крыма от фашистов в апреле, 12 августа 1944 года было принято постановление № ГОКО-6372с «О переселении колхозников в районы Крыма», по которому в район из Винницкой и Киевской областей переселялись семьи колхозников. Указом Президиума Верховного Совета РСФСР от 21 августа 1945 года Киябак был переименован в Крыловку и Киябакаский сельсовет — в Крыловский. С 25 июня 1946 года селение в составе Крымской области РСФСР, а 26 апреля 1954 года Крымская область была передана из состава РСФСР в состав УССР. Время упразднения сельсовета и включения в Амурский пока не установлено: на 15 июня 1960 года село уже числилось в его составе. Указом Президиума Верховного Совета УССР «Об укрупнении сельских районов Крымской области», от 30 декабря 1962 года Октябрьский район был упразднён и Крыловку присоединили к Красногвардейскому району. На 1968 год село входило в Амурский, на 1977 — Ленинский сельсовет. Снято с учёта решением Крымского облисполкома от 16 сентября 1986 года.

## Известные уроженцы
В Киябаке родился немецкий советский писатель Георг Люфт (1882—1938), писавший под псевдонимом Г. Флют

### Динамика численности населения
| - 1805 год — 77 чел. - 1864 год — 11 чел. - 1889 год — 83 чел. - 1892 год — 328 чел. - 1900 год — 173 чел. - 1904 год — 172 чел. | - 1911 год — 183 чел. - 1915 год — 125/102 чел. - 1918 год — 180 чел. - 1926 год — 309 чел. - 1931 год — 244 чел. - 1970 год — 181 чел. - 1979 год — 79 чел. |